# نیکول هنزلی
نیکول هنزلی (انگلیسی: Nicole Hensley؛ زادهٔ ۲۳ ژوئن ۱۹۹۴) بازیکن هاکی روی یخ اهل ایالات متحده آمریکا است.